# Montilliers
Montilliers település Franciaországban, Maine-et-Loire megyében. Lakosainak száma 1229 fő (2022. január 1.). Montilliers Aubigné-sur-Layon, Cernusson, Lys-Haut-Layon, Chemillé-en-Anjou és Bellevigne-en-Layon községekkel határos.

## Népesség
A település népességének változása:
| Lakosok száma | 831  | 907  | 1086 | 1147 | 1208 | 1220 | 1223 | 1215 | 1220 | 1229 |
|               | 1968 | 1982 | 1990 | 2006 | 2013 | 2015 | 2017 | 2019 | 2020 | 2022 |